# Microtropis valida
Microtropis valida är en benvedsväxtart som beskrevs av Henry Nicholas Ridley. Microtropis valida ingår i släktet Microtropis och familjen Celastraceae. Inga underarter finns listade.